# Mitlein
Mitlein, fälschlich auch Müttlein, war ein Ulmer Volumen- und Fruchtmaß.
- 6 Mitlein = 1 Scheffel (kurzer)/Immi
- 8 Mitlein = 1 Scheffel (lang) = 11672 Pariser Kubikzoll
- 1 Mitlein = 6 Metzen = 24 Viertel = 1459 Pariser Kubikzoll = 22.989,9 Kubikzentimeter
- 1 Last = 50 4/5 Mitlein